# Riri Riza
Mohammad Rivai Riza, comunemente chiamato Riri Riza (Makassar, 7 ottobre 1970), è un regista, sceneggiatore e produttore cinematografico indonesiano.

## Biografia
Riri Riza ha studiato e si è diplomato nel 1993 al Jakarta Arts Institute. Il suo primo  progetto film è stato Sonata Kampung Bata (Sonata of the Brick Village), con il quale si è classificato al terzo posto al Oberhausen short film festival di Oberhausen nel 1994. 
Grazie alla collaborazione con la produttrice Mira Lesmana, ha intrapreso anche la carriera di produttore cinematografico. Con il film Ada Apa dengan Cinta? (What's Up With Love?) diretto da Rudy Soedjarwo ebbe un grande successo, tanto che due milioni di persone lo videro nei cinema indonesiani. 
Riza ha studiato anche sceneggiatura in Inghilterra.

## Filmografia

### Regista
- Petualangan Sherina (2000)
- Eliana, Eliana (2002)
- Gie (2005)
- Untuk Rena (2005)
- 3 hari untuk selamanya (2007)
- Laskar pelangi (2008)
- Takut: Faces of Fear (2008) - il segmento Incarnation of Naya
- Drupadi (2008)
- Sang pemimpi (2009)
- Paranoia (2021)

### Sceneggiatore
- Eliana, Eliana (2002)
- Gie (2005)
- Laskar pelangi (2008)
- Sang pemimpi (2009)

### Produttore
- Ada apa dengan cinta? (2002)
- Eliana, Eliana (2002)
- Rumah ketujuh (2003)
- Babi buta yang ingin terbang (2008)